# رايموندو أندويثا بالاثيو
رايموندو ٳجناثيو أندويثا بالاثيو (بالإسبانية: Raimundo Ignacio Andueza Palacio) هو الرئيس الرابع والعشرون لدولة فنزويلا خلال الفترة الدستورية بدءا من 19 مارس 1890 حتى 17 يونيو 1892 حيث أطيح به من السلطة.
حصل على درجة القانون المدني والدكتوراه في الهندسة المدنية. يعد الحدث الأكثر بروزا في حياته السياسية هو محاولته لتمديد فترة ولايته الرئاسية عامين أخرين (1892_1892) النى أسفرت عن اندلاع ثورة من التمرد بقيادة خواكين كريسبو والتي عرفت بثورة الشرعية مارس 1892 والتي انتهت بطرده من السلطة.

## حياته الشخصية
والده هو رايموندو اندويثا بالاثيو ووالدته كارولين بالاثيو. ولد في جوانارى، البرتغال، 6 أبريل 1846. درس بمدرسة جوانارى خلال المرحلتين الابتدائية والثانوية حيث تخرج من المدرسة الثانوية في العلوم الفلسفيه عام 1861.
في 4 مارس 1872 تزوج من ايزابيل جونثاليث استييبس، ابنه عم بيلين استيبس زوجة الرئيس المستقبلى فرانسيسكو ليناريس الكانتارا وهو محارب وسياسى تسلم السلطة 1878 _1879 .

## حياته السياسية
كان معاونا ثم سكرتير للرئيس خوان كريسوستومو فالكون عام 1866، كما خدم تحت قيادة الجنرال مانويل ايزيكيل بروثال أثناء الثورة الزرقاء 1868و هي حركه تمرديه مسلحه حدثت في سياق الحروب الاهليه بفينزويلا.
قام اندويثا بدراسه القانون في جامعة فنزويلا، وقضى فترة يعمل كمحامى امام المحكمة العليا في اونتاريو (ميكسيكو سيتي حالياْ) 1874 . بعد ذلك أخذ يتنقل بين العديد من المناصب، فخلال عام 1873 _ 1876 كان نائباْ لدولة اراجوا في شمال فنزويلا.
أصبح رئيساْ للكونغرس في 1876 ووزيراْ للخارجيه في عهد حكومة ليناريس الكانتارا مارس 1877، لكن تقدم باستقالته إلى انتونيو جوزمان بلانكو في 18 مايو 1877 بمدينة جويرا (لوس انجلوس حالياْ). تسلم السلطة التنفيذيه في أغسطس 1877 لغياب ليناريس الكانتارا سيناتور دولة البرتغال. أصبح وزيراْ للماليه من 1877 حتى 1878، ومن ثم تم ترشيحه لمنصب الرئاسة للفتره 1879 _ 1881، لكنه نفى سياسياْ اثناء الثورة النى سميت بثورة الاسترداد في أواخر يوليو 1878 .

## ما بعد المنفى
عاد إلى منصبه كوزيراْ للماليه في فبراير 1879. انضم إلى مجلس الإدارة في مايو 1879 وكان السيناتور لعام 1880 ومن عام 1886 حتى 1889. عمل بعد ذلك كمستشار فدرالى لدولة سامورا ورئيساْ لمجلس النواب. ولكونه عضواْ في المجلس الفدرالى انتخب من قبل هذا المجلس ليكون رئيساْ للجمهوريه في مارس 1890 . ولأن الدستور كان ينص على ان فنرة ولايته ستنتهى في 20 فبراير 1892، خطط اندويثا لتعديل الدستور لتمديد وجوده في السلطة لمده عامين اخرين.
هذه المناورة لاستمرارية اندويثا في السلطة أدت إلى اندلاع الثورة الشرعية بقيادة خواكين كريسبو مارس في 1892، لهذه الظروف قام رئيس المجلس الاتحادى (الفدرالى) جييرمو تيل فيليجاس بالضغط على اندويثا حتى قرر مغادرة البلاد 1892 وعاد 1898 بعد وفاة كريسبو في أبريل 1898 ليتسلم وزارة الخارجية في المجلس الوزارى الأول للرئيس سيبريانو كاسترو.
بالاضافه إلى مهنة السياسة واسعة النطاق، كان بالاثيو ماسونياْ وشغل منصب المستشار الأعلى لمجلس الماسونيه الكونفدراليه 1885 _ 1888 .
و الماسونيه هي عبارة عن منظمة أخوية عالمية يتشارك أفرادها عقائد وأفكار واحدة فيما يخص الأخلاق الميتافيزيقيا وتفسير الكون والحياة والإيمان بخالق إلهي. تتصف هذه المنظمة بالسرية والغموض وبالذات في شعائرها في بدايات تأسيسها مما جعلها محط كثير من الأخبار، لذلك يتهم البعض الماسونية بأنها "من محاربي الفكر الديني" و"ناشري الفكر العلماني.

## ثورة الشرعية
ثورة الشرعية (بالاسبانيه: Revolucion Legalista) هي حرب اهلية في فنزويلا جاءت كرد فعل لقرار اندويثا بتعديل الدستور، الذي كان ينص غلى انتهاء فترة ولايته في 1892، ليستمر في السلطة لمدة عامين أخرين لذلك اطلقوا عليها الحرب ضد تيار الاستمرارية.